# Beth Daniel
Beth Daniel, född 14 oktober 1956 i Charleston, South Carolina, är en amerikansk professionell golfspelare.
Daniel blev professionell 1979 och blev det årets Rookie of the Year på LPGA-touren. Hon vann penningligan på LPGA-touren 1980, 1981 och 1990 och slutade topp tio tolv gånger mellan 1980 och 2003. Hon vann 33 LPGA-segrar, varav en major och den segern kom i 1990 års LPGA Championship. Hon spelade för USA i Solheim Cup sex gånger (1990, 1992, 1994, 1996, 2000, 2002 och 2003). 
Daniel har vunnit Vare Trophy för lägsta genomsnittsscore tre gånger. Hon hade sitt bästa år 1990 då hon spelade nio ronder i rad under 70 slag.

## Meriter

### Majorsegrar
- 1990 LPGA Championship

### LPGA-segrar
- 1979 Patty Berg Classic
- 1980 Golden Lights Championship, Patty Berg Golf Classic, Columbia Savings LPGA Classic, World Championship of Women‘s Golf
- 1981 Florida Lady Citrus, World Championship of Women's Golf
- 1982 Bent Tree Ladies Classic, Sun City Classic, Birmingham Classic, Columbia Savings Classic, WUI Classic
- 1983 McDonald's Kids Classic
- 1985 Kyocera Inamori Classic
- 1989 Greater Washington Open, Rail Charity Golf Classic, SAFECO Classic, Konica San Jose Classic
- 1990 Orix Hawaiian Ladies Open, Women's Kemper Open, The Phar-Mor in Youngstown, Northgate Classic, Rail Charity Golf Classic, Centel Classic
- 1991 The Phar-Mor at Inverrary, McDonald's Championship
- 1994 LPGA Corning Classic, Oldsmobile Classic, JAL Big Apple Classic, World Championship of Women's Golf
- 1995 PING Welch's Championship
- 2003 BMO Financial Group Canadian Women's Open.

### Inofficiella segrar
- 1979 World Ladies
- 1981 JCPenney Classic (med Tom Kite)
- 1988 Nichirei Ladies Cup US-Japan Team Championship
- 1990 JCPenney Classic (med Davis Love III). Konica World Ladies
- 1991 Konica World Ladies. 1995 JCPenney Classic (med Davis Love III)

### Utmärkelser
- 1979 LPGA Rookie of the Year
- 1980 LPGA Player of the Year
- 1989 Vare Trophy
- 1990 Rolex Player of the Year, Vare Trophy
- 1994 Rolex Player of the Year, Vare Trophy
- 2000 World Golf Hall of Fame
- 2003 Heather Farr Player Award